# متحف الباحة
متحف الباحة، أحد متاحف منطقة الباحة، تأسس عام 1424 هـ، يعرض المتحف قطعا وأحافير وأدوات قديمة تعود للعهد الحجري، وإلى عهود ما قبل الميلاد بأكثر من 3500 سنة، إضافة إلى عرضه للعديد من القطع الأثرية للعصر الموستيري، وتصدرت نسخة المصحف الشريف التي أهداها نايف بن عبد العزيز لمتحف الباحة ويعود تاريخها للعام 1280 هـ ، وقد أُقيم المتحف في بداياته في مبنى مستأجر حتى تم إنشاء مقر دائم له من وكالة الآثار والمتحف حيث أختارت غابة رغدان موقعاً مناسباً له.

## أقسام المتحف
يحتوي المتحف على عدد من صالات العرض وهي:

### صالة المدخل
تتكون الصالة من عرض لآية قرآنية توضح علاقة الدين بالدراسات الأثرية، إضافة لنبذة مختصرة عن آثار المملكة، وعرض صور لأهم المعالم الأثرية والتاريخية.

### جناح ما قبل التاريخ
يتحدث عن جيولوجية المنطقة وحياة الإنسان في عصور ما قبل التاريخ، وصناعاته الحجرية مع عرض نماذج لها.

### جناح ما قبل الإسلام
يعرض المراحل الممتدة من ما بعد العصور الحجرية حتى العصر الجاهلي، مع عرض مجموعة من القطع الأثرية، ولوحات من النقوش والكتابات الصخرية.

### جناح الباحة عبر التاريخ الإسلامي
يعرض الفترة الإسلامية بداية من هجرة النبي محمد صلى الله عليه وسلم إلى المدينة المنورة وعهد الخلفاء الراشدين، ثم الفترات التي عقبت ذلك، مع عرض لوحات تتضمن نصوصًا وصورًا ومخططات، ونقوش شاهدية وصخرية وكسر فخارية وعملات.

### جناح تراث الباحة
يعرض الجناح تراث المنطقة من صناعات تقليدية وبعض الملابس والحلي التراثية، وأواني الطهي وأدوات الزراعة وغيرها من التراث المحلي.

### جناح الباحة في العهد السعودي
يتحدث عن انضمام الباحة إلى الحكم السعودي، ومشاركة أبناء المنطقة في توحيد أجزاء المملكة، والأمراء الذين تعاقبوا إمارة المنطقة مع عرض لبعض الوثائق والصور الفوتوغرافية.

### جناح التعليم في منطقة الباحة
يحكي عن بداية التعليم النظامي وأوائل المدارس في المنطقة، إضافة إلى عرض مجموعة من الكتب والأفلام والرسائل القديمة.